# لوماتيبيرون
لوماتيبيرون، الذي يباع تحت الاسم التجاري كابليتا ( Caplyta )، هو دواء يستخدم لعلاج الفصام.  ويؤخذ عن طريق الفم. 
وتشمل الآثار الجانبية الشائعة له: النعاس وجفاف الفم.  قد تشمل الآثار الجانبية الأخرى متلازمة الذهان الخبيث، وخلل الحركة المتأخر، والسكري، وزيادة الوزن، وانخفاض خلايا الدم البيضاء، والنوبات، وضعف التنسيق.  ويزيد من خطر الوفاة لدى كبار السن المصابين بالخرف. وهو مضاد للذهان غير نمطي.
وُوفق عليه للاستخدام الطبي في الولايات المتحدة في عام 2019.  وتبلغ تكلفته حوالي 1400 دولار أمريكي شهريًا اعتبارًا من عام 2021. 